# 塔纳克普尔
塔纳克普尔（Tanakpur），是印度北阿坎德邦Champawat县的一个城镇。总人口15810（2001年）。

## 人口
该地2001年总人口15810人，其中男性8453人，女性7357人；0—6岁人口2384人，其中男1270人，女1114人；识字率64.80%，其中男性为70.80%，女性为57.90%。